# Robert Duterne
Robert Ghislain Duterne (Leers-et-Fosteau, 27 november 1897 - 17 maart 1974) was een Belgisch senator.

## Levensloop
Duterne was de voorlaatste van de twaalf kinderen van Pierre Joseph Duterne (1851-1907) en Célina Schoy of Scohy (1857). Hij bleef waarschijnlijk vrijgezel.
Hij werd gemeentesecretaris van Leers, maar in 1952 werd hij verkozen tot gemeenteraadslid en van 1953 tot 1963 was hij burgemeester.
In 1949 werd hij verkozen tot BSP-senator voor het arrondissement Charleroi, een mandaat dat hij vervulde tot in 1961.